# 会津山村道场站
會津山村道場站（日语：／ Aizu-sanson-dōjō eki */?）是一個位於福島縣南會津郡南會津町糸澤字今泉平，屬於會津鐵道會津線的鐵路車站。

## 車站結構
側式月台1面1線的地面車站。是無人站。

## 相鄰車站
會津鐵道
■會津線
快速會津山岳特快
通過
普通 （包括東武伊勢崎線直通的快速、區間快速）
會津荒海－會津山村道場－七岳登山口